# Holland Car Imay
Der Holland Car Imay, bis in das Jahr 2012 hinein als Holland Car Emay geschrieben, ist eine Mittelklasse-Limousine des äthiopischen Autoherstellers Holland Car. Er wurde von 2011 bis 2013 verkauft. Der Wendekreis beträgt zwölf Meter. Das Fahrzeug hat fünf Sitzplätze, die maximale Höchstgeschwindigkeit beträgt modellbedingt 185 bzw. 175 km/h.

## Modellvarianten
- Holland Car Imay HFC7240
- Holland Car Imay HFC7200

## Motoren
- 2,0 Liter – 1997 cm³ – 95 kW bei 5500/min.
- 2,4 Liter – 2350 cm³ – 100 kW bei 5500/min.